# Хьюстон, Тельма
Тельма Хьюстон (англ. Thelma Houston; наст. имя: Тельма Джексон; род. 7 мая  1946 года) — американская певица и актриса.
Единственный большой хит исполнительницы — «Don’t Leave Me This Way», достигший 1 места в США в апреле 1977 года (в чарте Billboard Hot 100). Кроме того, за эту песню Тельма получила премию «Грэмми» за 1978 год в номинации «Лучший женский ритм-н-блюзовый вокал».

## Биография
Тельма Джексон родилась 7 мая 1946 года в Леланде (штат Миссисипи). Чтобы содержать четырёх дочерей, мать Тельмы собирала хлопок на плантации.
Большую часть детства же Тельма проведёт в городе в Лонг-Бич (штат Калифорния), куда семья переехала.
Любовь к музыке пробудилась ещё в детстве. Уже к 13—14 годам она регулярно пела в церкви и выступала на школьных собраниях.
К 20 годам Тельма успеет не только выйти замуж, родить двух детей и развестись.
В 1966 году она начала выступать с госпельной группой Art Records Sisters. Дебютом Тельмы в звукозаписи станет сингл «I Won't Be Back» с ней на лид-вокале.
В 1969 она подпишет сольный контракт с лейблом Dunhill Records и переключится с духовной на светскую музыку. В том же году у неё выйдет первый сольный альбом, озаглавленный Sunshower.